# Перськ
Перськ (пол. Piersk) — село в Польщі, у гміні Кшимув Конінського повіту Великопольського воєводства.
Населення — 163 особи (2011).
У 1975-1998 роках село належало до Конінського воєводства.

## Демографія
Демографічна структура станом на 31 березня 2011 року:
|          | Загалом | Допрацездатний вік | Працездатний вік | Постпрацездатний вік |
| -------- | ------- | ------------------ | ---------------- | -------------------- |
| Чоловіки | 80      | 23                 | 45               | 12                   |
| Жінки    | 83      | 23                 | 45               | 15                   |
| Разом    | 163     | 46                 | 90               | 27                   |